# عضلة طرجهالية لسان مزمارية
العَضَلَةُ الطِّرْجِهالِيَّةُ اللِّسَانَ- مِزْمَارِيَّة (بالإنجليزية: Aryepiglottic muscle)‏  هي أحد عضلات الحنجرة وتوجد في الطيات الطرجهالية اللسان مزمارية من الغضروف الطرجهالي إلى لسان المزمار. 

## التعصيب
يُعصب العضلة الطرجهالية اللسان مزمارية فرع العصب الحنجري الراجع من العصب المبهم، تمامًا مثل جميع عضلات الحنجرة ماعدا العضلة الحلقية الدرقية. 

## صور اضافية

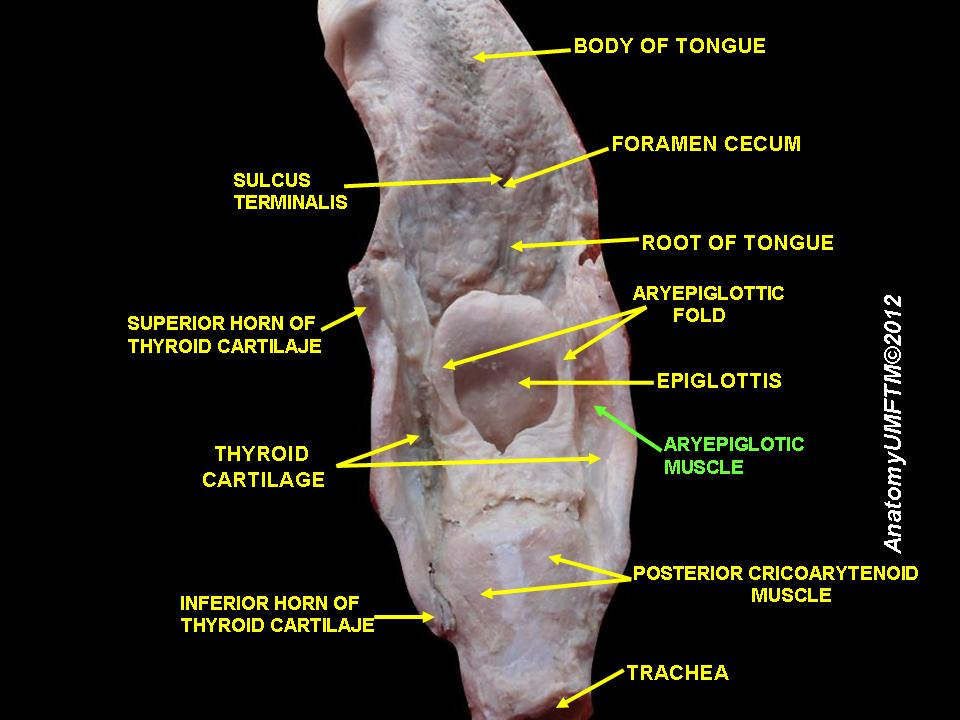
العضلة الطرجهالية اللسان- مزمارية.

## روابط خارجية
- درسٌ تشريحي حول lesson11 مُعدٌ بواسطة ويسلي نورمان (جامعة جورجتاون). ( larynxmuscles )